# Кумов, Роман Петрович
Роман Петрович Кумов (21 ноября 1883, станица Казанская, Область Войска Донского — 20 февраля 1919, Новочеркасск) — русский писатель-прозаик, драматург, журналист.

## Биография
Родился в семье донских казаков. Отец — отставной генерал, почетный мировой судья, действительный статский советник. По состоянию здоровья Кумов был освобожден от воинской службы. Образование получил в Усть-Медведицком духовном училище (1894—1899), затем Новочеркасской духовной семинарии (1899—1905). Затем продолжил обучение на юридическом факультете Московского университета, который окончил в 1910 г. кандидатом прав.
Еще в младших классах семинарии Кумов начал печататься в донских газетах и петербургских религиозно-философских ежемесячниках. После окончания университета полностью посвятил себя литературе, переехал на Дон и жил, в основном, в станице Усть-Медведицкой (теперь г. Серафимович). Периодически посещал Петербург и Москву, сотрудничал с журналами «Летопись», «Исторический Вестник», «Путь», «Мир», «Нива». Пьесы автора с большим успехом ставились в столичных театрах.
Драма Кумова «Конец рода Коростомысловых» (1916), за которую он был награждён первой премией на литературном конкурсе имени А.Островского, с успехом поставлена в 1917 на сценах Петрограда и Москвы.
С 1904 по 1916 гг., постоянный автор православного журнала «Отдых христианина», в котором опубликовал около 100 своих произведений. Часть из них вошла в его сборник рассказов «Бессмертники» (СПб., 1909), тепло встреченный церковной общественностью. В произведениях Р. П. Кумова задушевно изображены образы духовенства. Прозаик много трудился над составлением книг для чтения в православной семье. Получили также известность созданные им житийные тексты.
Во время первой мировой войны (1914—1915) был мобилизован и служил на фронте санитаром. Октябрьскую революцию Кумов не принял и уехал на родной Дон. Все месяцы войны, начиная с января 1918 года, когда власть в его родной ст. Усть-Медведицкой захватили отряды большевиков во главе с войсковым старшиной Филиппом Мироновым, Кумов оставался на Дону, под пулями уходя в Новочеркасск, если станицу вновь захватывали красные.
Здесь обратился к казачьим темам. Активно сотрудничал в белогвардейской прессе, печатался в усть-медведицких и новочеркасских газетах («Север Дона») и в еженедельнике «Донская волна», издававшемся его близким другом Виктором Севским, погибшим в застенках ростовского ЧК в конце 1919 года.
К 25-летнему юбилею литературной деятельности писателя Ф. Д. Крюкова с которым Кумов близко сошелся в 1917—1918 году, опубликовал пьесу из казачьего быта: «Уж ты сад, ты мой сад, сад — зеленый виноград».
Ряд произведений был написан Р. П. Кумовым в период Гражданской войны на Дону : «Наказ», «В черном море земли» (из романа «Терновая гора»), «Малый огонь» (эпизод из гражданской войны на Дону 1918 года), «Господня земля (Усы жизни)», «Стихотворение в прозе» (посвящено памяти первых усть-медведицких повстанцев) и др. 
Умер от тифа в 36 лет и был погребен в Новочеркасске с казачьими воинскими почестями, как национальный писатель Дона. Войсковой Круг тогда воздал надлежащие почести талантливому писателю, который морально и духовно поддерживал восставших против большевиков земляков.
Получил прижизненное признание — почти все написанное донским прозаиком увидело свет еще до его кончины. Были изданы четыре тома его пьес, очерков и рассказов, а книга «В Татьянину ночь» выдержала 5 изданий.

## Сочинения
- Бессмертники. СПб., 1909
- В Татьянину ночь. СПб., 1913
- В гостях у батюшки
- Отец Георгий
- Очерки и рассказы. 2-е изд. Пг., 1915
- Лиза. М., 1916
- Конец рода Коростомысловых. Пг., 1916
- Малаша с Перекопских гор // Летопись. 1917. Кн. 7—8
- Уж ты сад, ты мой сад, сад — зеленый виноград
- Игумен Иосаф
- Степной батюшка

Неизданными остались подготовленные Кумовым к печати тома рассказов «Малаша с Перекопских гор», «Ясмень-трава», ряд пьес и роман «Пирамида» («Святая гора») о гражданской войне на Дону, закопанный писателем в ст. Усть-Медведицкой накануне захвата её красными.

## Ссылка
- КУМОВ РОМАН ПЕТРОВИЧ Архивная копия от 4 марта 2016 на Wayback Machine
- М.А. Медведева "Московский текст" в творчестве Р.П. Кумова